# ヴィクトル・イクペバ
ビクトル・イクペバ（Victor Ikpeba, 1973年6月12日 - ）は、ナイジェリア出身の元同国代表サッカー選手で、ポジションはFW。

## 経歴
ベルギーのスタンダール・リエージュやフランスのASモナコで輝かしい実績を挙げたストライカー。特に1996-97シーズンのディヴィジョン・アンでは、ソニー・アンデルソンと2トップを組んで自身は13得点挙げ、チームのリーグ優勝に貢献した。この活躍から、1997年のアフリカ年間最優秀選手賞を受賞した。
1998-99シーズン終了後にはボルシア・ドルトムントへ加入したが、加入後数ヶ月でチームメイトのセアド・カペタノヴィッチと暴力沙汰を引き起こしたり、公の場でミヒャエル・スキッベ監督を批判するなど、問題行動が見られた。その後は調子を崩し、2シーズンの在籍でわずか9ゴールに終わってしまった。

## 代表歴

### 出場大会
- ナイジェリア代表
  - FIFAワールドカップ出場 2回（1994, 1998）
  - オリンピック出場 1回（1996）

### 試合数
- 国際Aマッチ 31試合 7得点（1992年-2002年）[3]

| ナイジェリア代表 | 国際Aマッチ | 国際Aマッチ |
| 年               | 出場        | 得点        |
| ---------------- | ----------- | ----------- |
| 1992             | 2           | 0           |
| 1993             | 1           | 0           |
| 1994             | 5           | 0           |
| 1995             | 2           | 1           |
| 1996             | 1           | 0           |
| 1997             | 3           | 0           |
| 1998             | 6           | 1           |
| 1999             | 3           | 0           |
| 2000             | 5           | 5           |
| 2001             | 1           | 0           |
| 2002             | 2           | 0           |
| 通算             | 31          | 7           |

## タイトル

### クラブ
RFCリエージュ
- ベルギーカップ : 1回 (1989-90)

ASモナコ
- リーグ・アン : 1回 (1996-97)
- トロフェ・デ・シャンピオン : 1回 (1997)

### 代表
ナイジェリア代表
- アフリカネイションズカップ : 1回 (1994)

### 個人
- アフリカ年間最優秀選手賞 1回（1997）